# 同花顺 (软件)
同花顺（深交所：300033）是一款中国大陆的证券决策系统（又称炒股软件），由深交所上市公司浙江核新同花顺网络信息股份有限公司研发。

## 历史
前身是在2001年成立的上海核新软件技术有限公司。2007年2月13日，该公司收购杭州核新100%的股权，迁至杭州，改名浙江核新同花顺网络信息有限公司。同年12月，更为今名。
2009年12月，同花顺首次公开募股并在深交所创业板上市。该公司运营的网站“同花顺财经”，也是中国大陆一個财经网站。
2015年8月18日，同花顺因涉嫌违反证券期货法规，被中国证监会立案调查。
2021年10月28日早间，同花顺APP出现系统崩溃，影響股民交易。
2023年2月2日，同花顺官方微博发布“2022年92%的股民亏损”的虚假信息。公司公告称，公司相关人员将此信息通过百度、微博等平台进行简单搜索对比后，未经向更权威的媒体求证核实，违反相关审稿程序，于当日13:30擅自在同花顺官微上发布了此内容。经核实，该错误信息的部分数据来源于2008年有关媒体报道和2013年某财经网站调查数据，公司发现后第一时间在官微中删除了该信息，并发表致歉声明。

## 相关软件
- 新浪财经
- 腾讯自选股
- 大智慧
- 东方财富
- Wind资讯（万得资讯）